# Sandrine Aubert
Sandrine Aubert (ur. 6 października 1982 w Échirolles) – francuska narciarka alpejska, specjalistka konkurencji technicznych.

## Kariera
Po raz pierwszy na arenie międzynarodowej pojawiła się 3 grudnia 1997 roku w Val Thorens, gdzie w zawodach FIS Race zajęła 43. miejsce w slalomie. W 2000 roku wystartowała na mistrzostwach świata juniorów w Québecu, gdzie jej najlepszym wynikiem było 34. miejsce w zjeździe. Na rozgrywanych dwa lata później mistrzostwach świata juniorów w Tarvisio, zajmując między innymi szesnaste miejsce w slalomie.
W zawodach Pucharu Świata zadebiutowała 29 listopada 2003 roku w Park City, gdzie nie zakwalifikowała się do pierwszego przejazdu slalomu. Pierwsze pucharowe punkty wywalczyła 4 marca 2006 roku w Hafjell, gdzie zajęła 27. miejsce w superkombinacji. Na podium zawodów PŚ po raz pierwszy stanęła 7 marca 2009 roku w Ofterschwang, wygrywając slalom. W zawodach tych wyprzedziła Fridę Hansdotter ze Szwecji i Austriaczkę Nicole Hosp. Łącznie pięć razy stawała na podium, odnosząc jeszcze trzy zwycięstwa: 13 marca i 13 grudnia 2009 roku w Åre oraz 3 stycznia 2010 roku w Zagrzebiu wygrywała slalomy. Najlepsze wyniki osiągnęła w sezonie 2009/2010, kiedy to w klasyfikacji generalnej zajęła czternaste miejsce, a w klasyfikacji slalomu była czwarta. Ponadto w sezonie 2007/2008 była czwarta w klasyfikacji kombinacji.
Na igrzyskach olimpijskich w Vancouver w 2010 roku była piąta w slalomie i dwudziesta w superkombinacji. Była też między innymi dziewiąta w superkombinacji podczas mistrzostw świata w Val d’Isère w 2009 roku.
W 2014 roku zakończyła karierę.

## Osiągnięcia

### Igrzyska olimpijskie
| Miejsce | Dzień     | Rok  | Miejscowość | Konkurencja     | Czas biegu | Strata | Zwyciężczyni |
| ------- | --------- | ---- | ----------- | --------------- | ---------- | ------ | ------------ |
| 20.     | 18 lutego | 2010 | Vancouver   | Superkombinacja | 2:09,14    | +4,82  | Maria Riesch |
| 5.      | 26 lutego | 2010 | Vancouver   | Slalom          | 1:42,89    | +1,57  | Maria Riesch |

### Mistrzostwa świata
| Miejsce | Dzień     | Rok  | Miejscowość | Konkurencja     | Czas biegu | Strata | Zwyciężczyni     |
| ------- | --------- | ---- | ----------- | --------------- | ---------- | ------ | ---------------- |
| 23.     | 9 lutego  | 2007 | Åre         | Superkombinacja | 1:57,69    | +5,21  | Anja Pärson      |
| 18.     | 16 lutego | 2007 | Åre         | Slalom          | 1:43,91    | +3,05  | Šárka Záhrobská  |
| 9.      | 6 lutego  | 2009 | Val d’Isère | Superkombinacja | 2:20,13    | +2,85  | Kathrin Zettel   |
| 26.     | 14 lutego | 2009 | Val d’Isère | Slalom          | 1:51,80    | +48,57 | Maria Riesch     |
| 25.     | 19 lutego | 2011 | Ga-Pa       | Slalom          | 1:45,79    | +4,86  | Marlies Schild   |
| 20.     | 16 lutego | 2013 | Schladming  | Slalom          | 1:39,85    | +2,83  | Mikaela Shiffrin |

### Mistrzostwa świata juniorów
| Miejsce | Dzień     | Rok  | Miejscowość | Konkurencja | Czas biegu | Strata | Zwyciężczyni         |
| ------- | --------- | ---- | ----------- | ----------- | ---------- | ------ | -------------------- |
| 34.     | 21 lutego | 2000 | Québec      | Zjazd       | 1:13,47    | +3,35  | Fränzi Aufdenblatten |
| 46.     | 25 lutego | 2000 | Québec      | Gigant      | 1:55,08    | +9,37  | Anja Pärson          |
| DNF2    | 26 lutego | 2000 | Québec      | Slalom      | 1:50,79    | -      | Anja Pärson          |
| 16.     | 1 marca   | 2002 | Tarvisio    | Slalom      | 1:36,54    | +2,29  | Veronika Zuzulová    |
| 36.     | 3 marca   | 2002 | Tarvisio    | Gigant      | 1:52,15    | +6,23  | Julia Mancuso        |

### Puchar Świata

#### Miejsca w klasyfikacji generalnej
- sezon 2005/2006: 97.
- sezon 2006/2007: 81.
- sezon 2007/2008: 34.
- sezon 2008/2009: 19.
- sezon 2009/2010: 14.
- sezon 2010/2011: 62.
- sezon 2011/2012: 79.
- sezon 2012/2013: 81.

#### Miejsca na podium w zawodach
1. Ofterschwang – 7 marca 2009 (slalom) – 1. miejsce
2. Åre – 13 marca 2009 (slalom) – 1. miejsce
3. Åre – 13 grudnia 2009 (slalom) – 1. miejsce
4. Lienz – 29 grudnia 2009 (slalom) – 2. miejsce
5. Zagrzeb – 3 stycznia 2010 (slalom) – 1. miejsce